# Clematis sinii
Clematis sinii är en ranunkelväxtart som beskrevs av Wen Tsai Wang. Clematis sinii ingår i släktet klematisar, och familjen ranunkelväxter. Inga underarter finns listade i Catalogue of Life.